# Sumba

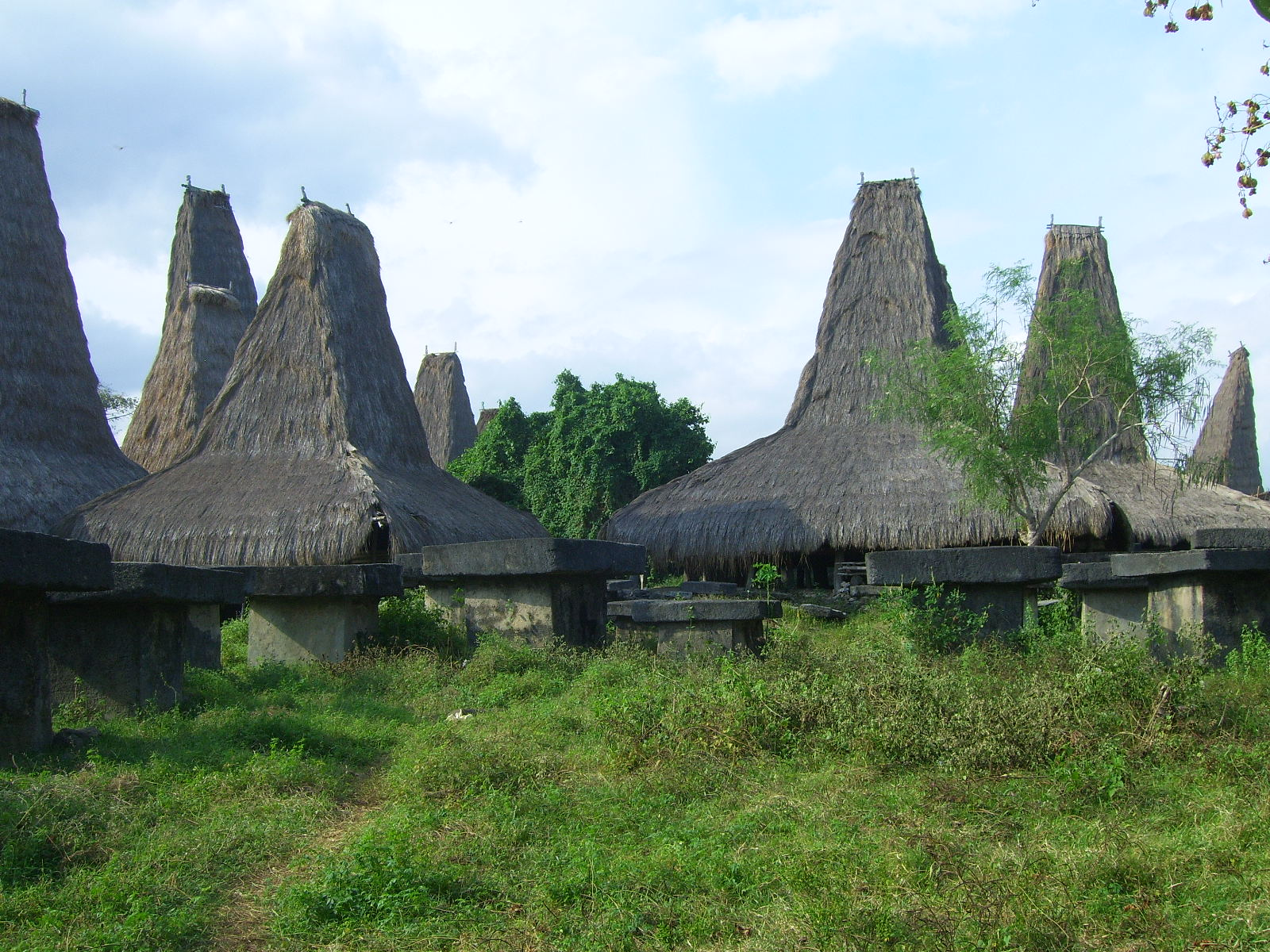
Cases tradicionals a Sumba

Sumba és una de les illes Petites de la Sonda, a Indonèsia.
Amb una superfície d'11.153 km², el 2005 tenia 611.422 habitants. Té una estació seca de maig a novembre, i una de plujosa de desembre a abril. Històricament, l'illa exportava sàndal. Era entre les illes de Sumbawa al nord-oest, Flores al nord-est (a l'altra banda de l'estret de Sumba) i Timor a l'est, a l'altra banda de la mar de Savu. És part de la província de les illes Petites de la Sonda Orientals. La ciutat principal és Waingapu, amb uns 10.700 habitants.

## Història

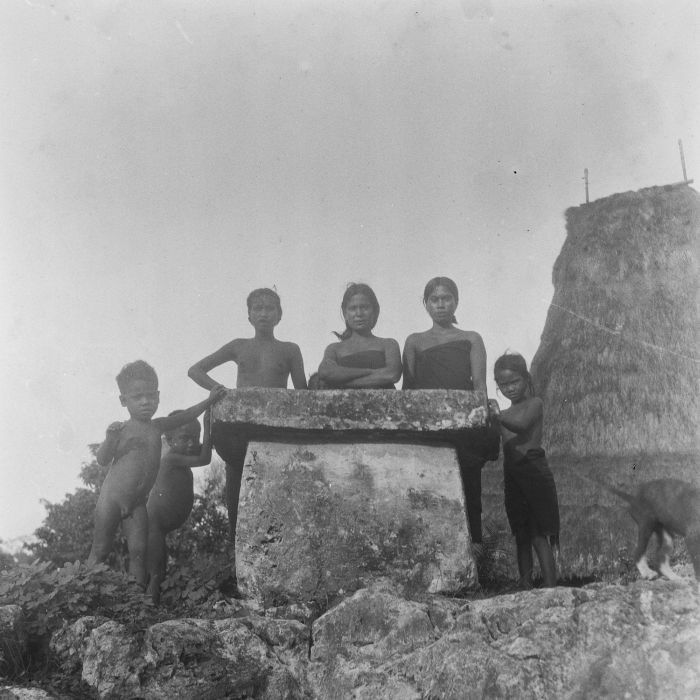
gent de Sumba a una tomba megalítica

Malgrat la influència de les religions occidentals, Sumba és un dels pocs llocs del món en què els sepulcres megalítics encara són una tradició usada avui dia per enterrar els individus més destacats. Aquesta pràctica, que fou molt habitual arreu durant el Neolític i l'edat del bronze, ha sobreviscut en aquesta illa indonèsia.
Abans de la colonització, Sumba era habitada per uns quants petits grups etnolingüístics, alguns dels quals segurament eren tributaris de l'Imperi Majapahit.
El 1522 hi van arribar els primers vaixells procedents d'Europa, i el 1866 Sumba ja pertanyia a la Companyia Holandesa de les Índies Orientals, si bé no va ser estar sota l'administració real dels Països Baixos fins al segle xx.

## Lingüística
Els sumbanesos parlen diverses llengües austronèsies estretament emparentades i provenen d'una barreja de malais i melanesis. El 25% de la població practica la religió animista marapu; la resta són cristians (majoritàriament calvinistes, però amb una minoria substancial de catòlics), i a les àrees costaneres es pot trobar un petit nombre de musulmans sunnites.